# Сакохиа
Сакохиа (груз. საკოხია) — село в Грузии, на территории Сачхерского муниципалитета края (мхаре) Имеретия.

## География
Село находится в центральной части Грузии, на левом берегу реки Квирилы, на расстоянии 12 километров к востоку от города Сачхере, административного центра муниципалитета. Абсолютная высота — 509 метров над уровнем моря.

## Население
По результатам официальной переписи населения 2014 года, в Сакохии проживало 25 человек (14 мужчин и 11 женщин). В национальной структуре населения грузины составляли 100 %.
| Год  | Население, человек |
| ---- | ------------------ |
| 2002 | 57                 |
| 2014 | ↘ 25               |